# سندرم نارسایی قفسه سینه
سندرم نارسایی قفسه سینه (انگلیسی: Thoracic insufficiency syndrome)، ناتوانیِ سینه در انجام تنفس فیزیولوژیکِ طبیعی است.
این عارضه اغلب با ناهنجاری‌های قفسه سینه و ستون مهره‌ها مرتبط است.
راه‌کارهای درمانی این عارضه محدود و شامل مراقبت‌های حمایتی ریوی، و برخی جراحی‌های خاص نظیر برطرف ساختنِ کژپشتی (توراکوپلاستی) و/یا کاشتِ دنده‌های تیتانیومی قابلِ انبساط عمودی (VEPTR) است.